# 多羽实蕨
细叶实蕨（学名：Bolbitis angustipinna），又名多羽实蕨，为萝蔓藤蕨科刺蕨属下的一个种。

## 扩展阅读
- 維基物種上的相關：细叶实蕨